# Symplecta bizarrea
Symplecta bizarrea là một loài ruồi trong họ Limoniidae. Chúng phân bố ở miền Cổ bắc.